# زيدون مبارك العبيدي
زيدون مبارك العبيدي ( 22 أغسطس 1975 ) هو مخرج وممثل يمني.

## حياته ومسيرته
خريج معهد الفنون الجميلة من أبناء مدينة الشحر محافظة حضرموت ويعد مخرج أول فيلم يمني روائي طويل عام 1994 م بعنوان صمت البحر بإمكانات ذاتية ، وتم ترشيح الفيلم للمشاركة في مهرجان قرطاج السينمائي ، ثم أخرج فيلما آخرا بعنوان ( أينما تكونوا يدرككم الموت ) ونحى في موضوعه المنحى الإسلامي في الطرح ، ثم أخرج فيلمه الاجتماعي المشهور درب الشقاء الذي يتحدث عن العقوق في قالب درامي حزين ، ثم أخرج فيلم الآكشن المثير قبل الانفجار فيلم سياسي قدر فيه كأول مخرج يمني وقوع ربيع الثورة في اليمن قبل قيامها ، ثم أخرج الفيلم الكوميدي الساخر عنبر كيس فيلم كوميفاتتازيا لطيف مزج فيه بين الجد والسخرية والحقيقة والخيال ، وأتم المخرج في الآونة الأخيرة تصوير فيلم صورت مشاهده تحت الماء وهو الفيلم الذي أحدث تأثيرا جذريا كبيرا في مجال السينما اليمنية وعنوان فيلم ذئاب الأعماق ، و من الأفكار الإبداعية للمخرج أن يعمل بطاقم كامل من شباب في سن المراهقة في التمثيل و التصوير والمونتاج و سائر المسميات المطلوبة عادة في مجال صناعة الافلام تمكن المخرج من إخراج فيلم الكأس المفقود.

## أعمال
من الأفلام القصيرة التي أخرجها فيلم الوحل و فيلم الخندق و أخرج كذلك مجموعة من الفلاشات القصيرة تم عرضها على عدد من القنوات التلفزيونية ، القنوات التلفزيونية التي قامت بعرض أفلام المخرج قناة عدن لايف و قناة صوت الجنوب  و قناة رشد و قناة اليمن .